# Рудольф Генчл
Рудольф Генчл (чеськ. Rudolf Henčl, 1896 — 9 січня 1948) — чехословацький футбольний функціонер і футбольний тренер.

## Біографія
Був одним з футбольних ентузіастів на теренах Австро-Угорщини на початку XX сторіччя. З 1911 року був президентом футбольного клубу «Вікторія Жижков».
1925 року був залучений до тренерського штабу національної збірної Чехословаччини, керував її діями протягом трьох ігор.
Згодом протягом 1927–1929 років знову тренував чехословацьку національну команду, яка за цей час провела ще 19 матчів.
Помер 9 січня 1948 року на 53-му році життя.